# José Joaquín Rojas
José Joaquín Rojas Gil (ur. 8 czerwca 1985 w Cieza) – hiszpański kolarz szosowy, zawodnik profesjonalnej drużyny Movistar Team.
W zawodowym peletonie ściga się od 2006. Jego pierwszym sukcesem, jeszcze w barwach Astany, była wygrana w klasyfikacji górskiej Tirreno-Adriático. W następnym roku, już jako kolarz Caisse d'Epargne wygrał etap Vuelta a Murcia. Startował również w Giro d’Italia, ale bez powodzenia. Na jednym z etapów był piąty. W Tour de Pologne w klasyfikacji generalnej zajął bardzo dobre 9. miejsce oraz wygrał klasyfikację punktową. W 2008 wygrał klasyfikację młodzieżową Tour Down Under. Był również najszybszy w Trofeo Pollença, co pozostaje jak na razie jego największym sukcesem.
Jest kolarzem szybkim, potrafi skutecznie finiszować na ostatnich metrach.

## Najważniejsze osiągnięcia
2006
- 1. miejsce w klasyfikacji górskiej Tirreno-Adriático

2007
- 9. miejsce w Tour de Pologne
  -  1. miejsce w klasyfikacji punktowej
- 1. miejsce na 1. etapie Vuelta a Murcia
- 9. miejsce w Gandawa-Wevelgem

2008
- 1. miejsce w Trofeo Pollença
- 1. miejsce w klasyfikacji młodzieżowej Tour Down Under
- 7. miejsce w Gandawa-Wevelgem
- jednodniowy lider po 5. etapie Tour de Pologne
- 5. miejsce w Vattenfall Cyclassics
- 7. miejsce w Gandawa-Wevelgem

2009
- 1. miejsce na 2. etapie Tour de l’Ain
- 3. miejsce w Tour Down Under
  -  1. miejsce w klasyfikacji młodzieżowej

2010
- 3. miejsce w Quatre Jours de Dunkerque
  - 1. miejsce w klasyfikacji punktowej
- 5. miejsce w GP Ouest-France

2011
- mistrzostwo Hiszpanii ze startu wspólnego
- 1. miejsce na 6. etapie Volta a Catalunya
- 1. miejsce w Trofeo Deià
- 2. miejsce w Clásica de Almería
- Tour de France: zielona koszulka na 3, 4 i 7 etapie

2012
- 1. miejsce na 1. etapie Vuelta al País Vasco

2013
- 4. miejsce w Vattenfall Cyclassics

2014
- 4. miejsce w Paryż-Nicea